# Argengau

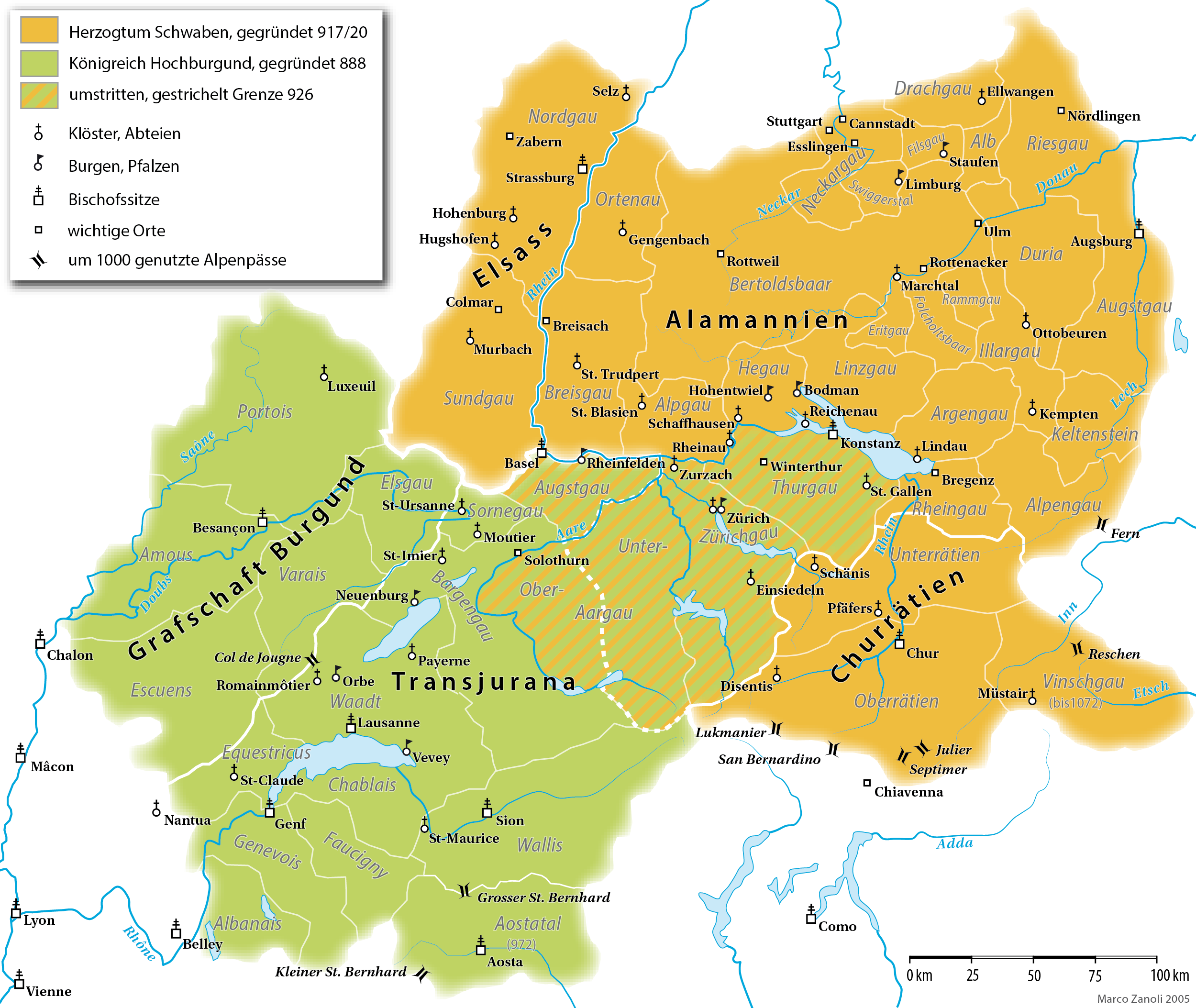
Die Karte des Herzogtums Schwaben zeigt den Argengau, nordöstlich des Bodensees

Das Argengau war eine karolingische Grafschaft am nordöstlichen Ufer des Bodensees im Bereich der heutigen Länder Bayern und Baden-Württemberg. Durch das Gebiet fließt der namensgebende Fluss Argen.
Urkunden aus dem 8. und 9. Jahrhundert belegen, dass folgende Ortschaften dem Argengau zugeordnet waren: Tettnang, Langenargen, Laimnau, Apflau, Haslach. Nachbargaue waren unter anderem der Hegau, der Linzgau und der Schussengau, wobei letzterer möglicherweise nur ein Untergau des Linzgaus gewesen sein mochte.
Der früheste bekannte Graf im Argengau ist Ruthard, der als Stammvater der Welfen gilt (769). Ab 783 ist Ruadbert, möglicherweise ein Urenkel des Alemannenherzogs Gotfrid, als Graf des Argengaus belegt. Sein Neffe Udalrich I. (Oadalrîh I.) von den Udalrichingern, Schwager Karls des Großen, folgte ihm nach. 807 wurde dessen Sohn Rodbert (Hroadberht II.) urkundlich erwähnt, der um 824 von einem Grafen Ruachar unbekannter Herkunft abgelöst wurde. Ludwig der Fromme verlieh die Grafschaft an seinen Schwager, den Welfen Konrad I. Dessen Sohn, Welf II., verlor das Vertrauen Ludwig des Deutschen, als sich seine Brüder auf die Seite Karls des Kahlen schlugen. Ludwig setzte daraufhin Udalrich III. (einen Nachkommen des Udalrich I.) ein. Dessen Sohn Udalrich IV. fiel bei Arnulf von Kärnten in Ungnade und verlor das Grafenrecht um 890 zumindest vorübergehend. Zumindest finden sich in der Gegend aber im mittleren 11. Jahrhundert die Ulriche, die Udalrichinger als Grafen von Bregenz (Ulrich IX., † vor 1079, Graf von Bregenz, Graf im Argengau und Nibelgau), und nach diesen im mittleren 12. Jahrhundert die Montfort, die hier mit der Linie Montfort-Tettnang eine ihre Hauptlinien bildeten.